# Gare de Vaudagne
La gare de Vaudagne est une gare ferroviaire française de la ligne de Saint-Gervais à Vallorcine, située sur le territoire de la commune des Houches, dans le département de la Haute-Savoie, en région Auvergne-Rhône-Alpes.
Elle est mise en service en 1901 par la Compagnie des chemins de fer de Paris à Lyon et à la Méditerranée (PLM). C'est une halte ferroviaire de la Société nationale des chemins de fer français (SNCF), desservie par des trains TER Auvergne-Rhône-Alpes.

## Situation ferroviaire
Établie à 930 m d'altitude, la gare de Vaudagne est située au point kilométrique (PK) 8,930 de la ligne de Saint-Gervais à Vallorcine, entre les gares de Servoz et du Viaduc-Sainte-Marie.

## Histoire
L'arrêt est mis en service, le 25 juillet 1901, par la Compagnie des chemins de fer de Paris à Lyon et à la Méditerranée (PLM) avec le premier tronçon de la ligne de Le Fayet à Chamonix.
Après avoir été fermé en 1992 l'arrêt de Vaudagne est remis en service et inauguré le 6 juillet 2008 lors de la fête du centenaire de la ligne.

## Service voyageurs

### Accueil
Halte SNCF, c'est un point d'arrêt non géré (PANG) à entrée libre. Elle comporte un quai court avec un abri.
Il s'agit d'un arrêt facultatif sur demande. Les voyageurs désirant monter dans un train doivent se placer sur le quai en tête de train et faire signe au conducteur. De même, il faut avertir le conducteur pour descendre.

### Desserte
Vaudagne est desservie par des trains TER Auvergne-Rhône-Alpes qui assurent des missions entre les gares de Saint-Gervais-les-Bains-Le Fayet et de Vallorcine.

### Intermodalité
La halte permet de rejoindre par une marche d'environ 15 minutes le hameau de Vaudagne.